# Golden Globe du meilleur acteur
Le Golden Globe du meilleur acteur (Actor  in a Leading Role) est une récompense cinématographique décernée annuellement de 1944 à 1950 par la Hollywood Foreign Press Association. Elle a été scindée en deux catégories à partir de 1951 : Golden Globe du meilleur acteur dans un film dramatique et Golden Globe du meilleur acteur dans un film musical ou une comédie.

## Liste des lauréats
Note : le symbole « ♕ » rappelle le lauréat de l'Oscar du meilleur acteur la même année.
- 1944 : Paul Lukas dans Quand le jour viendra (Watch on the Rhine) ♕
- 1945 : Alexander Knox dans Le Président Wilson
- 1946 : Ray Milland dans Le Poison (The Lost Weekend) ♕
- 1947 : Gregory Peck dans Jody et le Faon (The Yearling)
- 1948 : Ronald Colman dans Othello (A Double Life) ♕
- 1949 : Laurence Olivier dans Hamlet ♕
- 1950 : Broderick Crawford dans Les Fous du roi (All the King's Men) ♕